# Попков, Виктор Алексеевич
Виктор Алексеевич Попков (17 июня 1946, Краснодар — 2 июня 2001, Красногорск, Московская область) — российский журналист, правозащитник, активист антивоенного движения. Занимался миротворческой и гуманитарной деятельностью во время Первой и Второй чеченских войн. Скончался от ран, полученных в Чечне после обстрела со стороны чеченской группировки. Существуют предположения о том, что Виктор Попков был расстрелян руками людей Арби Бараева. Об убийстве Попкова Арби Бараевым сообщала и Светлана Ганнушкина.

## Биография
Виктор Попков родился 17 июня 1946 года в Краснодарском крае, детство и школьные годы провёл в райцентре Закаталы (Азербайджан), где его родители работали в заповеднике. Посёлок Закаталы в это время отличался «интернациональным» духом: здесь жили не только азербайджанцы и русские, но и армяне, лезгины, аварцы, рядом были границы с Грузией и Дагестаном.
Горцы стали близкими для меня людьми, людьми, образующими самобытный, но отнюдь не враждебный ко мне и к русской культуре мир, составляющий вместе с последней какую-то новую целостность в рамках общероссийской культуры. — Виктор Попков.
После смерти матери в 1964 году учился в Москве на физика, но, не окончив учёбу, уехал на Камчатку, работал в экспедициях, затем в местной газете. В начале 1980-х годов вернулся в Москву.

## Правозащитная и миротворческая деятельность: первый этап
В правозащитной среде с конца 1980-х, впервые — в связи с
армяно-азербайджанским конфликтом. В отличие от значительной части московской интеллигенции, не занял проармянскую позицию. Посещал Армению, НКАО, Азербайджан.
Виктор Алексеевич очень много времени и сил в Карабахе отдал тому, чтобы защитить и спасти и армян, и азербайджанцев. Многие люди благодаря ему получили жизнь и свободу: он организовывал обмены военнопленными. — Анатолий Шабад.
В 1992 году вместе с группой единомышленников организовал Московское межэтническое межконфессиональное правозащитно-благотворительное общество «ОМЕГа — Организация миссий этногармонизации», в которое вошли как армяне, так и азербайджанцы, а также российские правозащитники, в том числе Светлана Ганнушкина.
Во время грузино-абхазской войны едет в Сухуми, разыскивает мирных жителей, пропавших во время «зачисток» и призывает к ограничению насилия. Посещал также зоны осетино-ингушского и приднестровского конфликтов.

## Религиозность
В конце 1993 года Попков впервые посетил Санаксарский монастырь в Мордовии, недалеко от Дивеева и Сарова. В феврале 1994 года он и его дети приняли там крещение, он обвенчался со своей женой Татьяной.
Впоследствии Виктор Попков был прихожанином старообрядческой церкви на Рогожском кладбище, являлся советником старообрядческой Московской и всея Руси митрополии. От митрополита одной из «катакомбных Церквей» Рафаила он получил благословение на послушничество и с тех пор носил послушническое одеяние, в котором его иногда принимали за священника. Философские эссе Виктора Попкова подписаны именем «Зосима-послушник».

## Правозащитная и миротворческая деятельность: Чечня
В декабре 1994 года Попков впервые едет в Чечню. До 31 декабря ездил по городам и сёлам, фиксируя результаты обстрелов и бомбёжек. С 31 декабря по 13 января находился в подвале «Рескома» — бывшей резиденции Дудаева и главного штаба сепаратистов, где содержатся также российские пленные, и убедил чеченцев освободить девять из них.
Представителю инициативной группы деятелю культуры Попкову Виктору Алексеевичу и бывшим военнопленным п/п-ку Клапцову Ю.В., л-ту Яценко М.В., к-ну Мычко В.В., л-ту Сиденьнику С.Н., ряд. Бакулеву Д.Е. разрешён беспрепятственный выезд за пределы Чеченской Республики с целью рассказать правду о событиях в Чечне. — Начальник Главного штаба ВС ЧРИ полковник Масхадов.
В марте 1995 года принимает участие в организации «марша мира», когда несколько десятков человек, в основном матерей погибших солдат, проехали и прошли под антивоенными лозунгами из Москвы в Чечню. В мае 1995 года арестован чеченскими спецслужбами по подозрению в шпионаже в пользу федеральных сил, около месяца провёл в заключении. Летом того же года был посредником и наблюдателем в начавшемся переговорном процессе, в 1996 году создаёт Комитет общественного патронирования обязательств России и Чечни (КОПОРЧ). Становится членом правозащитного общества «Мемориал».
С началом бомбардировок Югославии безуспешно пытался организовать «марш мира» из Гааги через всю Европу в Белград.
Летом 1999 года снова едет в Чечню. Деятельность КОПОРЧ возобновляется. Осенью 1999 года, в начале второй чеченской войны организовал в Москве одну из самых известных своих акций — голодовку солидарности с чеченским народом, к которой в разное время присоединялось около 25 человек. Сам Попков держал голодовку в течение 40 дней. 3 декабря, на 35-й день голодовки вылетел в Ингушетию, на 40-й день выступил по местному телевидению со словами сострадания жителям Чечни. На следующий день пересёк чечено-ингушскую границу и выход из голодовки осуществил уже в Урус-Мартане. Ставил перед собой задачу встретиться с Масхадовым, однако ни в этот раз, ни в две последующие поездки (в январе и феврале 2000 года) это не удалось; зато на средства общественного комитета «Гражданское содействие» им была закуплена мука и доставлена в предгорные села Шалажи и Гехи-Чу, куда никакие гуманитарные грузы до тех пор не доходили. Публиковал материалы о войне в «Новой газете».
В марте посещает Токио и Париж, где рассказывает о ситуации в Чечне и собирает некоторое количество денег. В апреле вновь в Чечне, где в ночь с 22 на 23 апреля, наконец, встречается с Масхадовым. Тот подписывает представленные Попковым документы: проект Мирных предложений ЧРИ для России, заявление ЧРИ о соблюдении Женевских конвенций по методам ведения войны, обращению с военнопленными и т. д. и мандат президента Чечни для КОПОРЧ по осуществлению гуманитарной и миротворческой деятельности на территории Чечни, в том числе контроля за условиями содержания российских военнопленных, а также даёт Попкову интервью, частично опубликованное в «Новой газете» (после выхода этого материала Министерство печати объявило газете предупреждение, которое было успешно обжаловано в суде).
Летом 1999 года Попков неоднократно посещает как Европу, так и Чечню, где оказывает материальную помощь мирным жителям. Не видя, чтобы сепаратисты соблюдали данные ими обещания гуманитарного характера, публикует открытое письмо к Масхадову. В 2000 году продолжает распространять гуманитарную помощь.
В начале 2001 года Виктор Попков разрабатывает проект организации мобильных отрядов, состоящих из руководителя, шофёра и врача, которые должны доставлять гуманитарную помощь и оказывать медицинскую в самых отдалённых горных районах. В апреле 2001 года сам едет в Чечню как руководитель первого такого отряда, взяв из Москвы работающую здесь в поликлинике Розу Музарову, уже на месте покупает автомобиль УАЗ, часть лекарств, нанимает водителя.

## Гибель
18 апреля на выезде из села Алхан-кала по машине с Виктором Попковым и Розой Музаровой был открыт автоматный огонь из белой машины «Жигули» шестой модели. Виктор Попков получил серьёзные ранения в голову, шею, предплечье и бедро, Роза Музарова — ранение брюшной полости, печени, кисти руки. Касательное ранение шеи получил водитель Попкова Курейш. Стрелявший скрылся на своей машине, благополучно миновав находящийся в 500-х метрах впереди блокпост. Подошедший рейсовый автобус забрал раненых, но тут же был остановлен на этом блокпосту, где в течение часа у них проверяли документы (при том, что накануне они уже проезжали через этот блокпост и подвергались проверке). Затем раненые в крайне тяжёлом состоянии были доставлены в больницу № 9 г. Грозного. 20 апреля Попкова удалось перевезти в военный госпиталь во Владикавказе, где он несколько дней находился в глубокой коме.
Существуют предположения о том, что Виктор Попков был расстрелян руками людей Арби Бараева. Об убийстве Попкова Арби Бараевым сообщала и Светлана Ганнушкина. 

Арби Бараев нашего сотрудника, Виктора Попкова, один раз обрил, а второй раз убил. Светлана Ганнушкина — 
3 мая Попков вышел из комы и 5 мая специально направленным по приказу главы МЧС Сергея Шойгу самолётом был доставлен в Москву, в Институт Склифосовского, где пробыл два дня и 7 мая был переведён в военный госпиталь им. Вишневского в Красногорске. Там 2 июня 2001 года Виктор Попков скончался от полученных ранений.
Роза Музарова была перевезена из Грозного в Махачкалу, в Центральную клиническую больницу Дагестана и впоследствии выздоровела.
Насколько известно[кому?], расследование расстрела Попкова и Музаровой не привело к каким-либо результатам.